# 関本秀幸
関本 秀幸（せきもと ひでゆき、1971年5月2日 -）は、地方競馬の浦和競馬場本間光雄厩舎に所属していた元騎手。勝負服の柄は胴青、袖白、青一本輪。東京都江戸川区出身、血液型O型。岩手競馬に所属している関本淳騎手は実兄。上山競馬所属時代の公式ニックネームは「マムシの秀」。

## 来歴
地方競馬教養センターでの同期に内田博幸、石井勝男、岡村裕基などがいる。
1989年3月31日付けで地方競馬騎手免許を取得し、上山競馬場でデビュー。同年4月30日上山競馬で初騎乗。同日初勝利。
1991年6月4日上山競馬場で行われたサクランボ賞をトウコウリュウジンで優勝し、重賞初制覇。
1998年7月4日第1回福島競馬5日目第7競走4歳500万下ヤマショウオージャで中央競馬初騎乗（14頭立て11番人気14着）。
2001年地方競馬通算500勝達成。
2003年11月11日上山競馬場の廃止に伴い、同年12月2日浦和競馬場に移籍した。
2004年11月30日第9回浦和競馬2日目第1競走JRA認定2歳 新馬戦をサンシャインタローで優勝（8頭立て6番人気）し、地方競馬通算700勝達成。
2006年10月23日第7回船橋競馬1日目第8競走金木犀特別（265万円以上333万円以下）トップソロモンの騎乗（13頭立て11番人気11着）を最後に引退した。
地方通算成績は7031戦715勝・2着778回・3着776回・勝率10.2%・連対率21.2%
中央競馬通算7戦0勝

## 主な騎乗馬
- レビンマサ（2002年日本海記念、かかしまつり賞）
- ミカワウエスタン（2000年こまくさ賞（上山ダービー））